# Villainville
Villainville és un municipi francès situat al departament del Sena Marítim i a la regió de Normandia. L'any 2007 tenia 293 habitants.

## Demografia

### Població
El 2007 la població de fet de Villainville era de 293 persones. Hi havia 96 famílies de les quals 16 eren unipersonals (12 homes vivint sols i 4 dones vivint soles), 24 parelles sense fills, 48 parelles amb fills i 8 famílies monoparentals amb fills.
La població ha evolucionat segons el següent gràfic:
Habitants censats

### Habitatges
El 2007 hi havia 126 habitatges, 101 eren l'habitatge principal de la família, 23 eren segones residències i 2 estaven desocupats. 118 eren cases i 4 eren apartaments. Dels 101 habitatges principals, 91 estaven ocupats pels seus propietaris i 10 estaven llogats i ocupats pels llogaters; 14 tenien tres cambres, 24 en tenien quatre i 63 en tenien cinc o més. 85 habitatges disposaven pel capbaix d'una plaça de pàrquing. A 35 habitatges hi havia un automòbil i a 63 n'hi havia dos o més.

### Piràmide de població
La piràmide de població per edats i sexe el 2009 era:
| Homes | Edats   | Dones |
| ----- | ------- | ----- |
| 0     | 95 o +  | 0     |
| 0     | 90 a 94 | 4     |
| 4     | 85 a 89 | 4     |
| 0     | 80 a 84 | 0     |
| 4     | 75 a 79 | 4     |
| 4     | 70 a 74 | 4     |
| 0     | 65 a 69 | 0     |
| 4     | 60 a 64 | 4     |
| 16    | 55 a 59 | 12    |
| 0     | 50 a 54 | 4     |
| 8     | 45 a 49 | 8     |
| 12    | 40 a 44 | 20    |
| 16    | 35 a 39 | 20    |
| 4     | 30 a 34 | 8     |
| 8     | 25 a 29 | 4     |
| 4     | 20 a 24 | 4     |
| 16    | 15 a 19 | 4     |
| 16    | 10 a 14 | 16    |
| 8     | 5 a 9   | 8     |
| 12    | 0 a 4   | 0     |

## Economia
El 2007 la població en edat de treballar era de 191 persones, 139 eren actives i 52 eren inactives. De les 139 persones actives 125 estaven ocupades (72 homes i 53 dones) i 14 estaven aturades (6 homes i 8 dones). De les 52 persones inactives 19 estaven jubilades, 15 estaven estudiant i 18 estaven classificades com a «altres inactius».

### Ingressos
El 2009 a Villainville hi havia 105 unitats fiscals que integraven 314 persones, la mediana anual d'ingressos fiscals per persona era de 20.806 €.

### Activitats econòmiques
Dels 4 establiments que hi havia el 2007, 1 era d'una empresa de construcció, 1 d'una empresa de comerç i reparació d'automòbils, 1 d'una empresa d'hostatgeria i restauració i 1 d'una empresa classificada com a «altres activitats de serveis».
L'únic servei als particulars que hi havia el 2009 era un electricista.
L'any 2000 a Villainville hi havia 6 explotacions agrícoles que ocupaven un total de 255 hectàrees.

## Equipaments sanitaris i escolars
El 2009 hi havia una escola elemental.

## Poblacions més properes
El següent diagrama mostra les poblacions més properes.